# Caladenia paradoxa
Caladenia paradoxa là một loài thực vật có hoa trong họ Lan. Loài này được Hopper & A.P.Br. mô tả khoa học đầu tiên năm 2001.